# Carlo Chelli
Pour les articles homonymes, voir Chelli.
Carlo Chelli, né à  Carrare en 1807 et mort dans la même ville en 1877, est un sculpteur italien.

## Biographie
Carlo Chelli qui a étudié à l'Académie des beaux-arts de Carrare a été surtout actif à Turin, Bologne, Rome) et au Chili.

## Œuvres
- Statue de la Foi (à gauche) et Statue de la Religion (à droite), à la base du grand escalier  de l'église Gran Madre di Dio de Turin (1827)
- Sacra Famiglia con S. Giovanni e S. Anna, marbre conservé à l'Accademia Albertina de Turin[1]
- Aiace (1833), Accademia di Belle Arti, Carrare
- Ganimede (1834), Accademia di Belle Arti, Carrare
- Danzatrice (1835), Accademia di Belle Arti, Carrare
- Madonna col Bambino (1844), chiesa di San Francesco, Bologne
- Statue d' Ézéchiel, (1857), piédestal de la Colonne de l'Immaculée Conception à Rome.
- Cella Grabinski, (1861), Cimetière monumental de la Chartreuse de Bologne
- Paolo e Virginia (1863), Accademia di Belle Arti, Carrare
- Tombe de Nicola Puccetti (1868), Église Santa Maria in Aquiro, Rome.

## Images

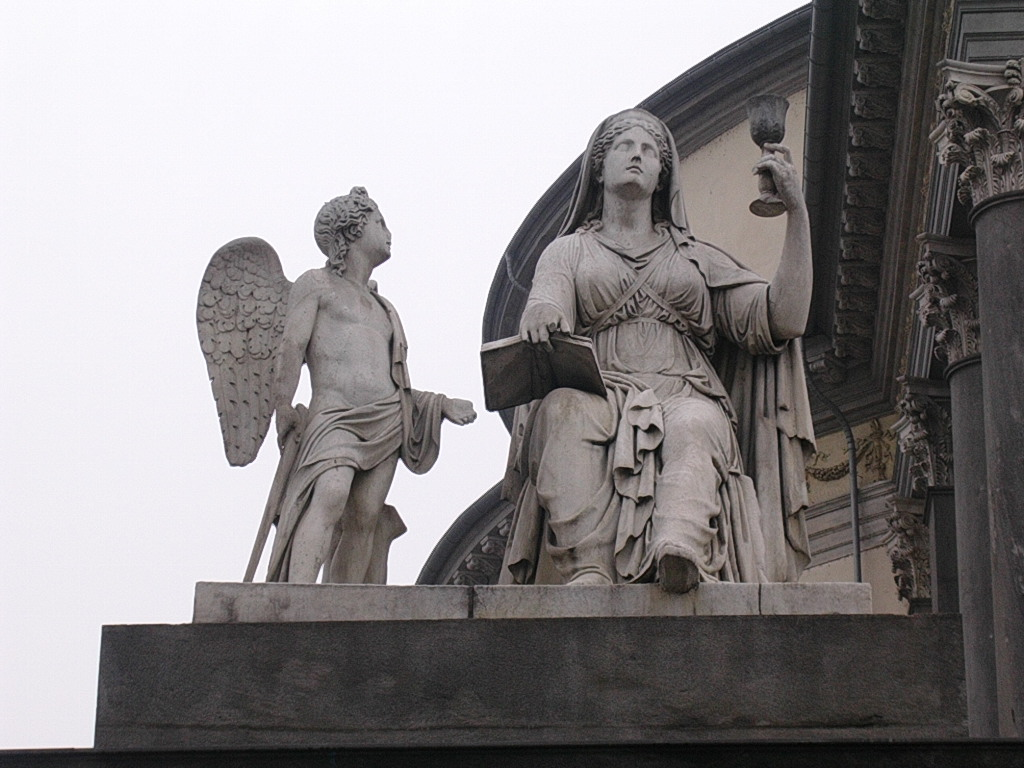
Statue de la Foi
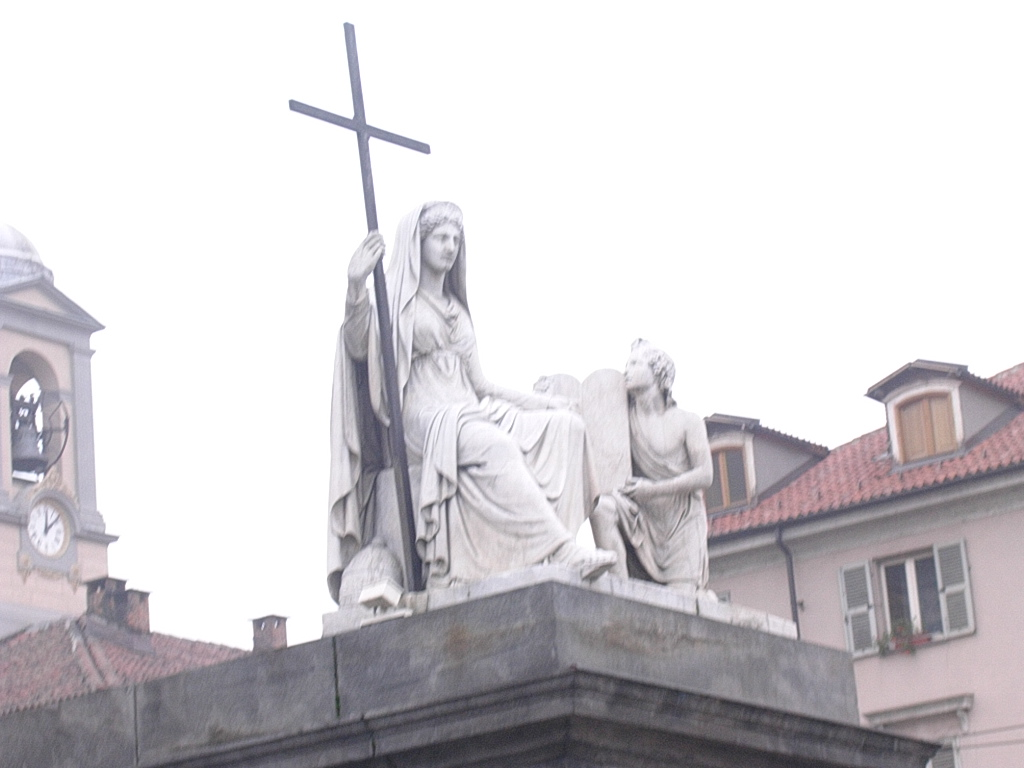
Statue de la Religion
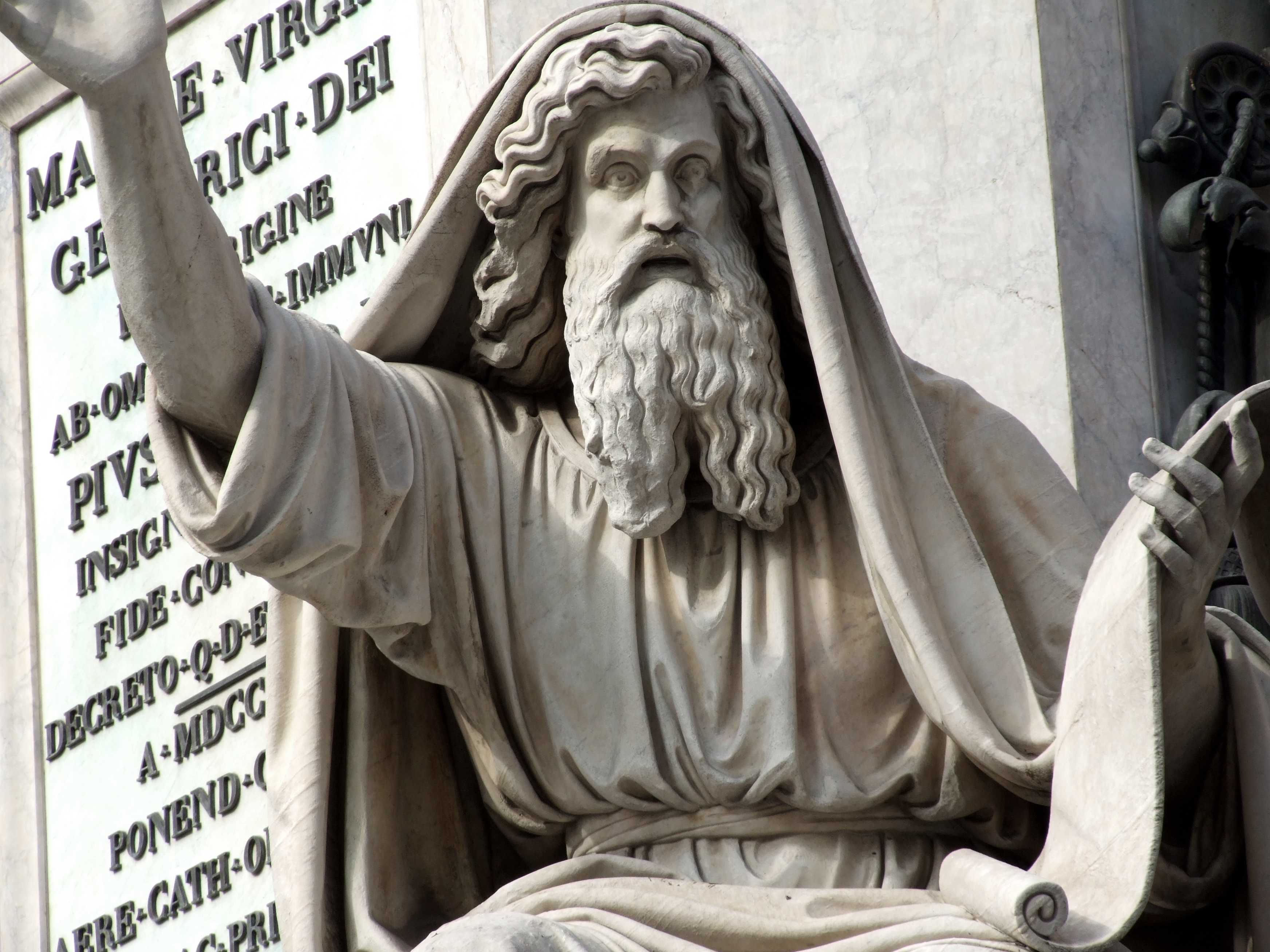
Statue d' Ézéchiel piédestal de la Colonne de l'Immaculée Conception à Rome.